# 오제키 마이
오제키 마이(小関舞, 2002년 2월 10일~)는 일본의 여성 아이돌 그룹 전 컨트리걸즈의 멤버이다. 연예사무소 J.P ROOM(업프런트 그룹) 소속이다. 아버지는 프로 야구 선수 오제키 타츠야(세이부 라이온즈, 요미우리 자이언츠에서 활동)이다.

## 약력
- 2012년
  - 4월 경, 주니어 모델으로 탬버린 아티스트에 소속되어 있다.
- 2014년
  - 모닝구무스메。'14 <골든> 오디션에 참가했지만, 첫 심사에서 낙선.
  - 4월 경, 당시 주니어 모델으로서 소속된 연예 기획사를 퇴소.
  - 11월 5일,「컨트리무스메。」개명해, 컨트리걸즈의 신멤버에 가입[1].
- 2019년
  - 10월 18일, 컨트리걸즈가 12월 26일에 LINE CUBE SHIBUYA에서 행해진 콘서트를 기해 그룹 활동 휴지를 발표로, 동시에 컨트리걸즈와 헬로! 프로젝트를 졸업을 발표하였다. 졸업 후에 연예 활동을 계속할 예정이다[2].
  - 12월 26일, 컨트리걸즈가 LINE CUBE SHIBUYA에서 행해진「컨트리걸즈 LIVE 2019 ~사랑스러워서 미안해~」를 기해 그룹 활동 휴지로 헬로! 프로젝트를 졸업.
- 2022년
  - 4월 21일, M-line club의 가입이 발표되었다[3].

## 작품

### 싱글
1. 涙のTomorrow／Yes! 晴れ予報 (2024년 4월 24일)

콜라보레이션
- C＼C(シンデレラ＼コンプレックス)'24 / SIOOM (from M-line Music) (멤버:사토 마사키, 미야모토 카린, 이나바 마나카, 오가타 리사, 오제키 마이) (2024년 3월 1일)

### Blu-ray
- Greeting ~오제키 마이~ (2016년 4월 28일) - e-LineUP! 한정 판매

## 출연

### 라디오
- HELLO! DRIVE! -하로드라- (2016년 10월 3일~2019년 6월, 라디오 네오)

### 콘서트 · 라이브
- M-line Special 2022 ~My Wish~ (2022년 8월 28일, 삿포로 쿄사이 홀, 2회 공연(게스트로서) · 10월 16일, 요코하마 랜드마크 홀, 2회 공연 · 12월 24일, 메구로 퍼시몬 홀, 2회 공연)
- M-line Special 2023 ~Magical Wish~ (2023년 5월 4일 · 5일, 요코하마 랜드마크 홀, 4회 공연 · 6월 25일, 도카이 예술극장 대홀, 2회 공연 · 7월 1일, 메르파르크 홀 오사카, 2회 공연 · 6일, 메구로 퍼시몬 홀, 1회 공연 · 26일, 오오타 구민 홀 어플리코 대홀, 1회 공연 · 31일, 타워홀 후나보리 대홀, 1회 공연 · 10월 8일, 나고야 CLUB QUATTRO, 2회 공연 · 9일, 교토 FANJ, 2회 공연 · 27일, 메구로 퍼시몬 홀, 1회 공연 · 11월 3일, 히로시마 CLUB QUATTRO, 2회 공연 · 4일, 오카야마 CRAZYMAMA KINGDOM, 2회 공연 · 12일, EVANS CASTLE HALL, 2회 공연 · 23일, 고리야마 Hip Shot Japan, 2회 공연 · 12월 3일, 삿포로 PENNY LANE 24, 2회 공연 · 5일, 나카노 ZERO 대홀, 1회 공연 · 9일, 기후 club-G, 2회 공연 · 10일, SOUND SHOWER ark, 2회 공연 · 17일, 슈난 RISING HALL, 2회 공연 · 24일, 센다이 GIGS, 2회 공연)
- LIVE 2023 - Mi RooM - (2023년 6월 14일 · 15일, COTTON CLUB, 4회 공연)
- M-line Special 2024 ~Many well wishes~ (2024년 2월 4일, 요코하마 Bay Hall, 2회 공연 · 17일, 신주쿠 ReNY, 2회 공연 · 18일, 카시와 PALOOZA, 2회 공연 · 23일, 모리오카 CLUB CHANGE WAVE, 2회 공연 · 24일, 고리야마 Hip Shot Japan, 2회 공연 · 3월 3일, 시가 U-STONE, 2회 공연 · 9일, 히로시마 LIVE VANQUISH, 2회 공연 · 10일, 오카야마 CRAZYMAMA KINGDOM, 2회 공연 · 23일, SOUND SHOWER ark, 2회 공연 · 24일, 메구로 퍼시몬 홀, 2회 공연 · 5월 17일, 신주쿠 ReNY, 2회 공연 · 18일, 기후 club-G, 2회 공연 · 26일, 요코하마 Bay Hall, 2회 공연 · 6월 29일, 사가 U-STONE, 2회 공연 · 30일, EVANS CATSLE HALL, 2회 공연 · 7월 27일, 오카야마 CRAZYMAMA HALL, 2회 공연 · 28일, 히로시마 LIVE VANQUISH, 2회 공연 · 8월 12일, Yogibo META VALLEY, 2회 공연 · 17일, 메구로 퍼시몬 홀, 2회 공연)
- Hello! Project 연수생 발표회 2024 9월「두견」(2024년 9월 1일[4] · 8일, Zepp Namba · DiverCity) - 게스트로서 출연.
- M-line Special 2024 Autumn ~brand new~ (2024년 9월 7일, 신주쿠 ReNY, 2회 공연 · 21일, 요코하마 Bay Hall, 2회 공연 · 22일, 나고야 Electric Lady Land, 2회 공연 · 29일, 삿포로 PENNY LANE 24, 2회 공연 · 10월 26일, 나고야 JAMMIN, 2회 공연 · 11월 2일, 히로시마 LIVE VANQUISH, 2회 공연 · 4일, Takara Osaka, 2회 공연 · 9일, 센다이 darwin, 2회 공연 · 12월 1일, 기후 club-G, 2회 공연 · 21일, 후쿠오카 DRUM LOGOS, 2회 공연 · 22일, 사가 GEILS, 2회 공연 · 28일, 요코하마 ReNY beta, 2회 공연)
- M-line Special 2024 Autumn ~brand new "more"~ (2024년 12월 7일, 메구로 퍼시몬 홀, 2회 공연)
- M-line Special 2025 Spring ~move it on~ (2025년 3월 2일, 신주쿠 ReNY, 2회 공연 · 16일, 우메다 BANGBOO, 2회 공연 · 20일, 후쿠오카 DRUM Be-1, 2회 공연 · 22일, 나고야 Electric Lady Land, 2회 공연 · 4월 19일, 삿포로 PENNY LANE 24, 2회 공연 · 27일, 카시와 PALOOZA, 2회 공연 ·29일, HEAVEN'S ROCK 사이타마 신토신 VJ-3, 2회 공연 · 5월 4일, 모리오카 CLUB CHANGE WAVE, 2회 공연 · 5월 5일, 센다이 darwin, 2회 공연 · 11일, 사쿠라자카 센트럴, 2회 공연 · 17일, Takara Osaka, 2회 공연 · 25일, 요코하마 Bay Hall, 2회 공연 · 6월 1일, 후쿠오카 DRUM Be-1, 2회 공연)
- M-line Special 2025 Autumn ~Make Some Noise!~ (2025년 9월 14일, 요코하마 Bay Hall, 2회 공연 · 15일, Takara Osaka, 2회 공연 · 21일, 삿포로 PENNY LANE 24, 2회 공연 ·27일, 센다이 darwin, 2회 공연 ·28일, 아오모리 Quarter, 2회 공연 · 10월 4일, NIIGATA LOTS, 2회 공연 · 12일, 신주쿠 ReNY, 2회 공연 · 19일, 다카마츠 MONSTER, 2회 공연 · 25일, 히로시마 LIVE VANQUISH, 2회 공연 · 26일, EVANS CASTLE HALL, 2회 공연 · 11월 3일, SOUND SHOWER ark, 2회 공연 · 8일, 후쿠오카 BEAT STATION, 2회 공연 · 9일, 신주쿠 ReNY, 2회 공연 · 15일, 고베 Harbor Studio, 2회 공연)

### 무대
- 연극여자부「기절할 정도로 사랑해!」(2016년 3월 25일~4월 3일, 이케부쿠로 극장 그린 BIG TREE THEATER)  - 마시 역
- 연극여자부「아득한 시공 속에서 6 외전 황혼의 가면」(2019년 6월 9일 · 16일, 선샤인 극장) - 우정 출연
- 키우에의 하늘론「PINK의 강에서 미지근한 숨」(2021년 2월 7일~14일, 시어터 선 몰)
- 소년사중 제38회 공연 【DROP】 (2021년 9월 2일~12일, 기노쿠니야 홀)
- STAGE VANGUARD「악양전생」(2022년 7월 5일~12일 / 2023년 5월 24일~6월 1일, COTTON CLUB)
- 호텔 몬트 블랭크 2024 (2024년 10월 9일~13일, 롯폰기 배우좌 극장)

## 서적

### 사진집
- 미니 사진집「Greeting-Photobook-」(2017년 4월 29일, 오딧세이 출판)
- 1st 비주얼 포토북「舞BEST」(2019년 12월 18일, 오딧세이 출판) ISBN 978-4-908643-45-3

## 참가 유닛
- 컨트리걸즈(2014년~2019년)
- SIOOM (from M-line Music) (2024년)